# Mamifere plantigrade
.

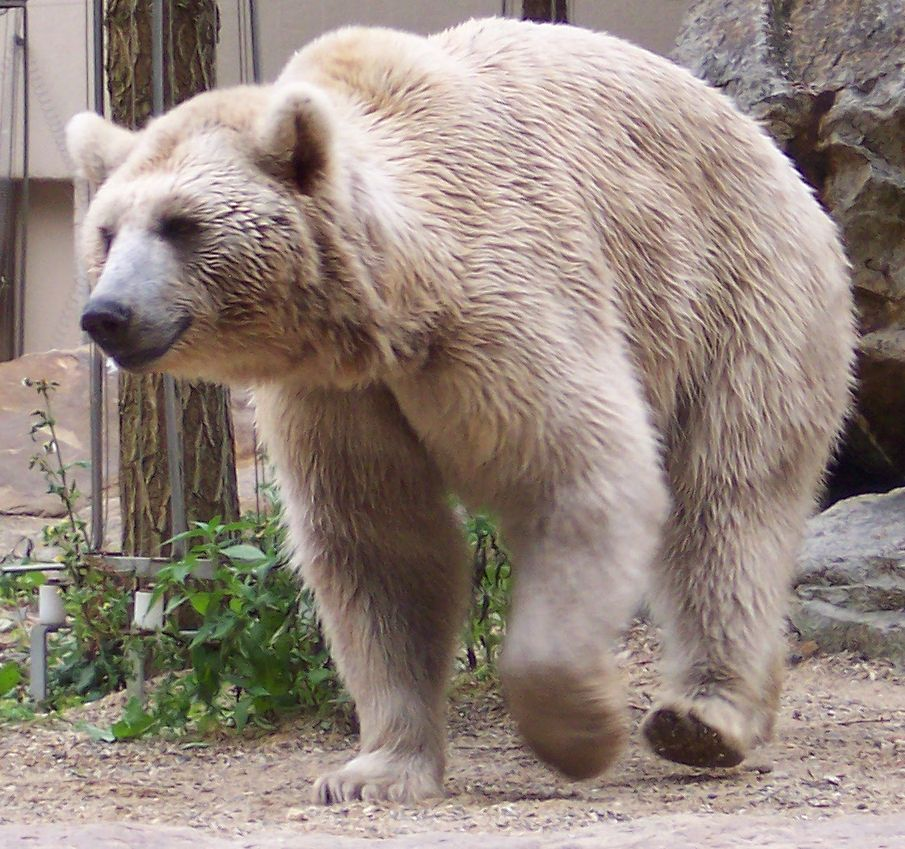
Urșii bruni sunt printre speciile cu un mers plantigrad

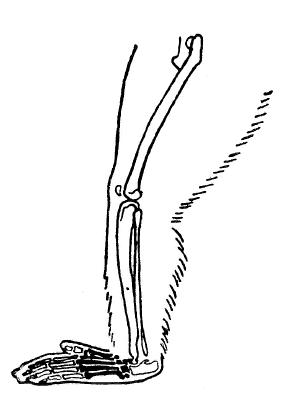
Piciorul posterior plantigrad la pavian

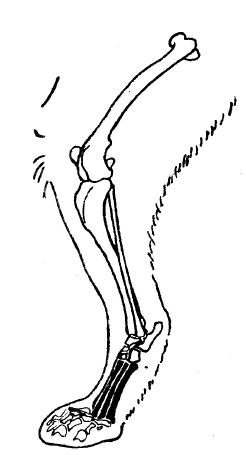
Piciorul posterior digitigrad la câine

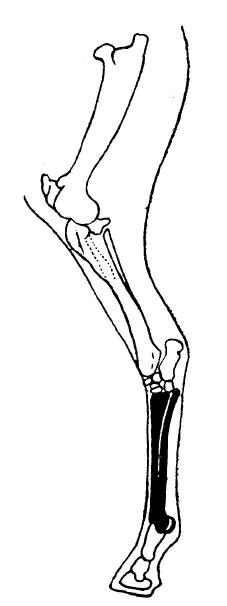
Piciorul posterior unguligrad la cal

Mamifere plantigrade (din latină planta = talpa piciorului + gradus =  a păși) sunt mamifere care se deplasează călcând pe toată talpa piciorului (plantă), adică au autopodul întins pe pământ în toată lungimea sa. O bună parte dintre mamifere: monotremele, marsupialele, insectivorele, xenartrele, numeroase rozătoare (muride, castoride), carnivore (viveride, mustelide, urside), lemurienii, maimuțele și omul sunt plantigrade.
Multe mamifere obișnuite să fugă și-au ridicat talpa de la pământ și calcă numai pe degete. Ele se numesc digitigrade. Așa sunt elefanții, multe rozătoare (iepuri, cobai, aguti) și carnivore (canide, felide, hienide). Mamiferele erbivore din ordinele paricopitatelor și imparicopitatelor, adaptate la alergat, și-au ridicat de la pământ și o parte a degetelor, în așa fel încât ele nu mai calcă decât pe vârful lor, a căror ultimă falangă este acoperită cu unghie sau copită. Aceste mamifere se numesc unguligrade. La acestea sunt bine dezvoltate numai degetele mijlocii, cu care calcă pe pământ, pe când celelalte s-au redus, de multe ori, până la dispariție, degetul prim lipsind la toate.